# Huh Mi-mi
Huh Mi-mi (koreanska: 허미미), född 19 december 2002, är en sydkoreansk judoutövare.

## Karriär
Vid olympiska sommarspelen 2024 i Paris tog Huh silver i 57 kg-klassen efter en finalförlust mot kanadensiska Christa Deguchi. Hon var även en del av Sydkoreas lag som tog brons i mixedlag.